# Taourga
Taourga (em árabe: تورقة) é uma cidade e comuna localizada na província de Boumerdès, Argélia. Segundo o censo de 2008, a população total da cidade era de 7 882 habitantes.